# Gmina Miren-Kostanjevica
Miren-Kostanjevica – gmina w Słowenii. W 2002 roku liczyła 4 741 mieszkańców.

## Miejscowości
Miejscowości wchodzące w skład gminy Miren-Kostanjevica:

- Bilje
- Hudi Log
- Korita na Krasu
- Kostanjevica na Krasu – siedziba gminy
- Lipa
- Lokvica
- Miren – siedziba gminy
- Nova vas
- Novelo
- Opatje selo
- Orehovlje
- Sela na Krasu
- Temnica
- Vojščica
- Vrtoče